# Česká kinematografie

Česká kinematografie je souhrnné označení pro činnosti spojené s filmem a filmováním (výroba filmů, výroba filmové techniky, organizace distribuce, prodej) na území Česka. Má bohatou historii, která sahá až do konce 19. století. První filmové pokusy se objevily krátce po vynálezu kinematografu bratří Lumièrů a domácí produkce se brzy rozvinula. Dvacáté století přineslo rozkvět němého filmu, zvukový film, i období novodobých tvůrců a mezinárodních úspěchů. Mezinárodního ohlasu dosáhla v 60. letech 20. století československá nová vlna. Snímky Obchod na korze (1965), Ostře sledované vlaky (1967) a Kolja (1996) získaly Oscara za nejlepší cizojazyčný film, šest dalších se dostalo do užší nominace.
Do české kinematografie je někdy zahrnována i tvorba českých exulantů, jako je Miloš Forman, Ivan Passer či Vojtěch Jasný.

## Němý film
Počátky české kinematografie zahrnují první tři desetiletí původní české filmové tvorby. Československo bylo šestou zemí na světě, kde se začala původní filmová tvorba rozvíjet. Film byl nejprve hlavně technickou atrakcí spíš než uměleckým médiem. Diváci obdivovali schopnost kamery zachytit pohyb. V prvních snímcích převládaly příjezdy vlaků, průvody, poutě, aktuality, reportáže, a záběry z výstav a slavností. Postupně se filmy začaly prodlužovat a na začátku 10. let 20. století už byly běžné 70 minutové celovečerní hrané filmy.
První filmy byly většinou doprovázeny komentářem či hudbou. Komentátoři představovali publiku jednotlivé scény a vysvětlovali divákům děj. Později se ve filmech začaly objevovat mezititulky. Hudbu obstarával nejčastěji pianista nebo gramofon.Ve velkých kinech hrál někdy celý orchestr. 
Vůbec prvním filmovým záznamem pořízeným na území Česka byl americký film The Horitz Passion Play z roku 1897 věnovaný velkolepým pašijovým hrám v Hořicích na Šumavě. Byl natočen americkou produkcí a premiéru měl tentýž rok ve Filadelfii.
Prvním českým režisérem a kameramanem byl Jan Kříženecký, který roku 1898 koupil od bratrů Lumièrových kameru a natáčel krátké dokumenty, zvané filmové aktuality. S hercem Josefem Švábem-Malostranským natočil téhož roku tři krátké filmové skeče Dostaveníčko ve mlýnici, Výstavní párkař a lepič plakátů a Smích a pláč. Tyto půlminutové snímky patří mezi první hrané filmy na světě.
Původně měla kina podobu putovní atrakce. Promítalo se nejčastěji ve velkých stanech, pronajatých prostorech hostinců, tělocvičen a divadel. Majitelé kinematografů cestovali s putovními kiny z jednoho místa na druhé. Viktor Ponrepo provozoval v letech 1901 až 1904 putovní biograf, který dočasně sídlil v hostinci U Koruny v pražských Holešovicích. První stálé kino v Praze založil Ponrepo v roce 1907, v domě U Modré Štiky v Karlově ulici. V létě 1907 stál Ponrepo u vzniku prvního letního kina v Čechách v pivovarské zahradě v Nuslích. Tvořil ho prostor ohraničený prkennou ohradou s bílou stěnou na jedné straně a budkou pro kinematograf na straně druhé. Akce se pro velký úspěch opakovala následující rok, ale vyvolala stížnost okolních hostinských, kterým ubírala hosty. Od roku 1923 letní kino promítalo na podporu Spolku přátel české dětské nemocnice na Karlově.
V roce 1908 byla založena filmová společnost Kinofa a domácí filmová produkce začala stoupat. Jednotliví tvůrci se sdružovali do společností a začaly tak vznikat zárodky filmového průmyslu.
V roce 1909 byl v Praze postaven podle plánu tesaře Antonína Bradáče pavilon Biografu Světovid, jehož provozovatelem byl Zdenko Bouček. Kino mělo vlastní pisoáry, pokladnu a čekárnu před sálem. Sál měl 27 řad pro 244 sedících hostů a vstupné stálo od 20 do 60 haléřů. Bouček si v roce 1912 otevřel stálý biograf v Křesomyslově ulici v domě č.p. 593, kde byla také pošta. Kinu se proto říkalo Na Poště. Kolem roku 1910 měla Praha osmnáct a Brno šest kinosálů.
Značku Biograf Světovid převzal redaktor Hanuš Kuffner, který od roku 1911 promítal v dřeveném pavilonu v Čestmírově ulici v Praze cestopisné a vzdělávací filmy. Pavilon využíval pravděpodobně pouze v létě. Během války se zde konala promítání na podporu vdov a sirotků. Od roku 1917 sloužil pavilon dobročinné organizaci České srdce pro rozdělování polévek a přídělů potravin. Po válce jméno i kino Světovid převzala Družina oslepených vojínů ČSR v Boleslavově ulici (později kino Morava).
V tomto období vznikla síť kin provozovaná spolkem Sokol. Kina vznikala obvykle v tělocvičnách sokoloven a pracovali v nich dobrovolníci. Výtěžky z představení se používaly hlavně na dobročinné účely, rekonstrukce sokoloven, nákup zařízení apod.
Filmový průmysl silně zasáhla první světová válka, která způsobila zánik několika výroben a stagnaci české kinematografie. Zbylí tvůrci se pokoušeli o natáčení veseloher či zajímavých aktualit. Populárními filmy ve válečném období byly např. veselohry Zlaté srdéčko či Pražští Adamité. V poválečném období nastal rozkvět české kinematografie. Vznikaly profesionální ateliéry a laboratoře, které přispěly ke zlepšení technické úrovně vyrobených snímků. V roce 1920 byl založen ateliér společnosti A. B. v pivovarské zahradě na Královských Vinohradech a o šest let později vznikl ateliér Kavalírka. Některé filmy se prosadily i v zahraničí, např. Stavitel chrámu pojednávající o Petru Parléři. Objevovali se také první mezinárodně uznávaní tvůrci jako režisér Jan S. Kolár nebo herečka Anny Ondráková. 

### Osobnosti českého němého filmu (příklady)
| Herci - Vlasta Burian - Přemysl Pražský - Karel Noll - Josef Šváb–Malostranský - Viktor Ponrepo - Theodor Pištěk - Jindřich Plachta - Josef Rovenský - Jan W. Speerger | Herečky - Anny Ondráková - Andula Sedláčková - Suzanne Marwille - Míla Pačová - Lyda Salmonova - Antonie Nedošinská - Betty Kysilková - Milka Balek-Brodská - Marie Ptáková | Režiséři - Karel Anton - Martin Frič - Jan Stanislav Kolár - Jan Kříženecký - Gustav Machatý - Zet Molas - Václav Binovec - Karel Lamač - Svatopluk Innemann |

## Zvukový film před druhou světovou válkou

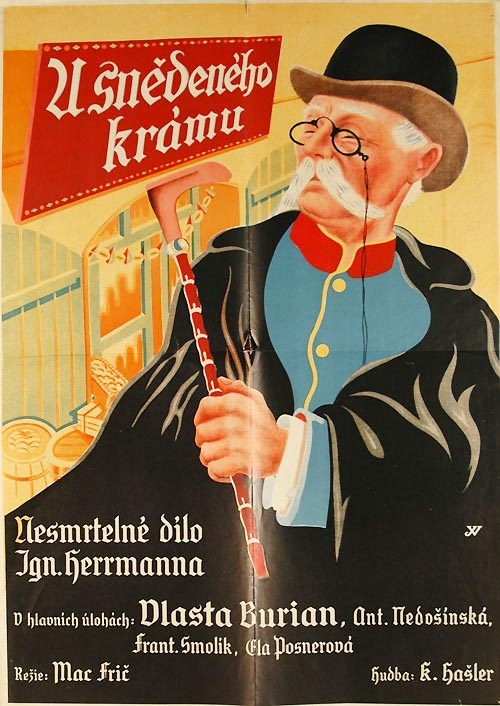
Plakát filmu U snědeného krámu (1933).

První český zvukový film – Tonka Šibenice byl natočen jako němý a ozvučen ve Francii. Premiéru měl 27. února 1930. Zvuk byl v Československu poprvé použit ve filmu Když struny lkají. V jednom z prvních zvukových filmů C. a k. polní maršálek se v roce 1930 objevil legendární komik Vlasta Burian. 
V září 1930 se v Československu konaly krajně pravicovým tiskem vyvolané nacionalistické demonstrace Čechů proti filmům mluveným v němčině. Vedly k zákazu všech potenciálně pobuřujících německých filmů v Československu, včetně protiválečného snímku Na západní frontě 1918 (režie Georg Wilheim Pabst).
Stát ve 30. letech omezoval import zahraničních filmů a protežoval domácí tvůrce. V roce 1932 byl zaveden kontingentní systém, byla stanovena kvóta, podle níž směl za jeden film vyrobený v Československu jeho výrobce dovézt 7 zahraničních filmů. Později byla kvóta snížena na 1:5. Roku 1934 byl kontingentní systém zrušen a nahradil jej registrační systém; regulace dovozu byla zrušena, importéři za jeden dovezený film nadále platili registrační poplatek 20 tisíc korun. Tyto peníze se přes Fond pro podporu domácí výroby dostávaly formou dotací k československým tvůrcům.
V roce 1933 byly zprovozněny ateliéry Barrandov vybudované bratry Havlovými. Ve své době byly nejmoderněji vybaveným studiem v Evropě. 
Během první republiky se vyprofilovaly velké hvězdy, které účinkovaly i v zahraničí, jako Hugo Haas, Jan Werich, Jiří Voskovec, Adina Mandlová a Lída Baarová. Velkého zahraničního ohlasu se dočkal snímek Extase režiséra Gustava Machatého, který proslavil herečku Hedy Lamarr. Jednalo se o první nepornografický film, v němž byl zobrazen sex.

## Kinematografie za Protektorátu
Po podepsání Mnichovské dohody v roce 1938 došlo k první ze tří emigračních vln. Československo opustil herec a režisér Hugo Haas. Ve Spojených státech se jako experimentální filmař a dokumentarista uplatnil Alexander Hackenschmied, který v exilu používal příjmení Hammid. Do USA odešli též Jiří Voskovec, Jan Werich a skladatel Jaroslav Ježek. Válečné dokumentaristice se ve Velké Británii po dobu války věnoval Jiří Weiss. Ostravský rodák Karel Reisz se jako dítě dostal do Británie s pomocí Nicholase Wintona a v šedesátých letech byl klíčovou postavou hnutí Free Cinema.
Po okupaci Československa nacistickým Německem v roce 1939 byla zavedena tuhá cenzura. Okupanti zřídili dohlížecí instituci Českomoravské filmové ústředí. Okamžitě začali s arizací a germanizací českého filmového průmyslu. Titulky a plakáty musely být česko-německé. Filmy s židovskými herci nesměly být promítány a filmoví pracovníci museli být přezkušováni z němčiny. Nacisté už na počátku války vyvlastnili barrandovské ateliéry. Českým tvůrcům však tvorba úplně zakázána nebyla. Během války sice vznikalo stále méně českých filmů, ale byl natočen například snímek Noční motýl nebo Kristián. 
Někteří filmaři, stejně jako další umělci, byli před rokem 1945 pro protinacistickou činnost popraveni; mezi nimi Vladislav Vančura a herečka Anna Letenská.

## Film po druhé světové válce

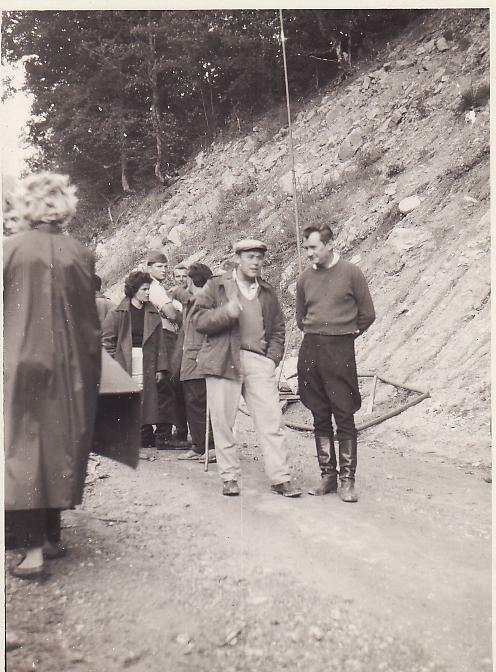
Momentka z roku 1961, z natáčení filmu "Pieseň o sivom holubovi".

Mezi nejslavnější filmy z 50. let patří: Cesta do pravěku, Dobrý voják Švejk, Císařův pekař – Pekařův císař, Princezna se zlatou hvězdou, Vynález zkázy, Pyšná princezna a Byl jednou jeden král…
Už v průběhu války české intelektuální kruhy diskutovaly o možnosti zestátnění filmového průmyslu, někteří umělci v tomto kroku viděli naději na nezávislost tvorby na komerčních zájmech producentů. K zestátnění došlo krátce po osvobození, ještě před komunistickým převratem. Dekret presidenta republiky ze dne 11. srpna 1945 o opatření v oblasti filmu stanovil: „1) K provozu filmových atelierů, k výrobě osvětlených filmů kinematografických (…), k laboratornímu zpracování filmů, k půjčování filmů, jakož i k jejich veřejnému promítání je oprávněn výhradně stát. (2) K dovozu a vývozu filmů pro celé území Československé republiky jest rovněž oprávněn výhradně stát.“ Po následující čtyři desetiletí tak výrobu, dovoz i distribuci filmů v Československu plně kontroloval stát. Zestátnění také znamenalo ztrátu možnosti jakékoliv soukromé produkce pro všechny, kteří se v tomto oboru do války nebo ještě během protektorátu pohybovali. 
V roce 1946 byl založen filmový festival v Mariánských Lázních, který se později přesunul do Karlových Varů a postupem času z něj vznikla největší tuzemská filmová přehlídka Mezinárodní filmový festival Karlovy Vary.
V roce 1947 byl natočen první český barevný film, šlo o jiráskovské drama Jan Roháč z Dubé (režie Vladimír Borský). V témže roce byla také v Praze založena Filmová fakulta Akademie múzických umění známá jako FAMU. 
Po Únoru 1948 odešla do zahraničí další vlna emigrantů. Režisér František Čáp se stal jedním ze zakladatelů jugoslávské kinematografie. Jako nezávislý dokumentarista se živil v zahraničí Ladislav Brom.
V padesátých letech vznikl projekt režiséra Alfréda Radoka nazvaný Laterna magika. Jednalo se o představení, která kombinovala divadlo, tanec a film a při uvedení na  mezinárodní výstavě Expo 58 v Bruselu si získala velkou oblibu.
Ve čtyřicátých a padesátých letech byl československý film především nástrojem komunistické propagandy. Náznak změny se objevil koncem 50. let; lehce společensky kritické filmy Tři přání (1958, režie Ján Kadár a Elmar Klos), Zde jsou lvi (1958, režie Václav Krška), Škola otců (1957, Ladislav Helge) a Zářijové noci (1956, režie Vojtěch Jasný) byly zkritizovány na I. festivalu československého filmu v Banské Bystrici a následně staženy z distribuce.

## Československá nová vlna
V 60. letech došlo k uvolnění cenzury a nástupu mladé generace filmařů, často absolventů FAMU. Autoři se zaměřovali na realistické, civilní příběhy obyčejných lidí, často s ironickým nebo absurdním humorem, a zároveň vznikala avantgardní a experimentální díla. 
Čeští tvůrci v tomto období dále experimentovali a výsledkem byl Kinoautomat, první interaktivní film na světě, při jehož sledování měli diváci možnost ovlivnit děj. Při svém uvedení na světové výstavě EXPO '67 v Montréalu se projekt setkal s velkým úspěchem.

## Kinematografie za normalizace
V letech 1968–1970 odešla v reakci na okupaci Československa vojsky pěti armád Varšavské smlouvy v roce 1968 do zahraničí řada významných režisérů. Vlast tak opustili Ivan Passer, Vojtěch Jasný, Jana Boková, Václav Reischl, Otakar Votoček, Bernard Šafařík, Jan Němec a další. Odmlčet se musel Pavel Juráček, na několik let i Jiří Menzel a Věra Chytilová a mnoho filmů, např. Skřivánci na niti, Spalovač mrtvol či Ucho, skončilo v trezoru.
Miloš Forman odešel do Spojených států již v roce 1967, na základě smlouvy americké společnosti Paramount s českou institucí Filmexport.
Mezi lety 1970 a 1989 tento exodus spolu s cenzurou způsobily úbytek filmů obsahujících uměleckou autorskou výpověď, česká kinematografie přestala získávat pozitivní ohlasy ze zahraničí; za celou dobu se dočkala pouze jedné nominace na Oscara za nejlepší neanglicky mluvený film, a to za Menzelův film Vesničko má středisková (1985). V rámci povolených témat vznikly kvalitní filmy jako Postřižiny (1981) nebo Panna a netvor (1978). Dominujícími žánry byly lidové komedie a detektivky. Výjimkou byla například filmová pohádka Tři oříšky pro Popelku, ta se do dneška každoročně vysílá na Vánoce v několika evropských zemích, například v Německu, Švýcarsku, Španělsku, Švédsku a Norsku.

## Český film po roce 1989
V prvních letech po sametové revoluci došlo k postupné privatizaci filmového průmyslu a vznikly desítky malých produkčních společností. Prvním filmem vyrobeným mimo státní monopol byl Tankový prapor (1991, režie Vít Olmer), který produkovala společnost Bontonfilm. Populárním u kritiky i fanoušků se stal film Obecná škola (1991, režie Jan Svěrák), který byl nominován na Oscara za nejlepší cizojazyčný film.
Byla plně odstraněna státní cenzura, filmaři se zato nově museli vyrovnávat s tržním prostředím. Ve filmech se začal objevovat product placement. Po rozdělení Československa 1. ledna 1993 se kinematografie obou zemí začala vyvíjet nezávisle, ale velmi podobným způsobem. Od roku 1993 jsou nejlepší české filmy oceňovány prestižní filmovou cenou Český lev udělovanou Českou filmovou a televizní akademií.
V roce 1992 byl zřízen Státní fond pro podporu české kinematografie, který měl přispívat na tvorbu hraných, dokumentárních i animovaných filmů. Jeho financování pocházelo hlavně z příplatku ke vstupnému v kinech a příjmy z obchodního využití českých filmů z let 1965 až 1990. Uvedené zdroje se při prudce klesající návštěvnosti kin a stagnujících výnosech z obchodního využití starších snímků ukázaly jako nedostatečné a pokryly nanejvýš desetinu nákladů na výrobu filmů.  
V roce 1992 klesla filmová produkce na 9 snímků. V následujících letech se produkce zvýšila a udržela na výši 15 až 20 titulů ročně zásluhou České televize, která se stala majoritním producentem a koproducentem českých filmů. Většina produkce se orientovala na masové komedie, pohádky a primitivní zábavu, která táhne do kin. Výjimku tvoří například snímek Jana Svěráka Kolja (1996), který v roce 1996 obdržel Oscara za nejlepší cizojazyčný film, nebo Hřebejkova komedie Pelíšky (1999) a snímek Musíme si pomáhat (2000), který byl nominován na Oscara za nejlepší cizojazyčný film.  
V roce 2009 česká vláda schválila Program podpory filmového průmyslu (filmové pobídky), který přivedl zpět do Česka zahraniční filmové produkce. K 1. lednu 2013 byl za účelem podpory českých filmů a filmařů zřízen Státní fond kinematografie, který se 1. ledna 2025 transformoval na Státní fond audiovize.
Český film trpí dlouhodobě chronickou podfinancovaností, navzdory tomu ale v Česku v posledních letech vznikají kvalitní filmy a roste zájem o historická dramata, sociální témata a autorské filmy (Petr Václav, Bohdan Sláma, Agnieszka Holland, Jiří Mádl). Přestože filmaři často pracují s omezenými prostředky a bez dostatečné institucionální opory, jejich práce rezonuje doma i v zahraničí.